# Port Colden
Port Colden es un lugar designado por el censo ubicado en el condado de Warren en el estado estadounidense de Nueva Jersey. En el año 2010 tenía una población de 122 habitantes y una densidad poblacional de 239,5 personas por km².

## Geografía
Port Colden se encuentra ubicado en las coordenadas .